# مسجد الوند
مسجد الوند هو مسجد تاريخي يعود إلى عصر القاجاريون، ويقع في قزوين.